# Kyrkby, Jomala kommun

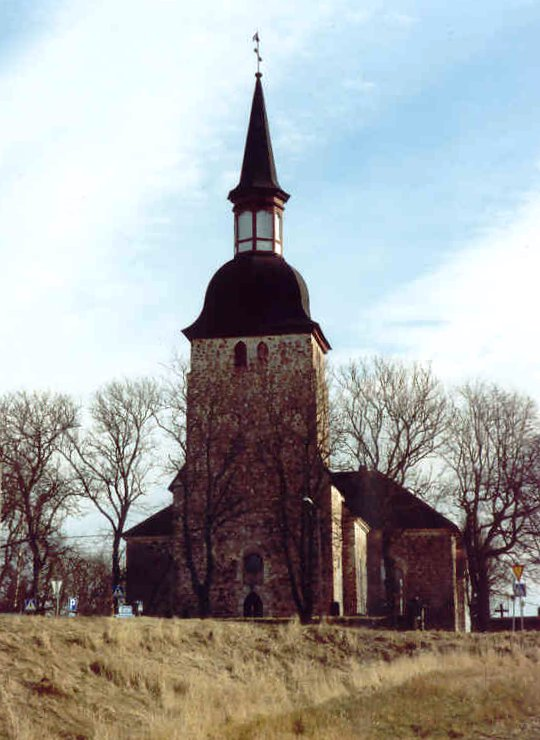
Jomala kyrka

Kyrkby, eller Prestgårdenby, ligger i Jomala på Åland. Byn är administrativt centrum i Jomala kommun.
I Kyrkby finns två av de fyra skolorna i Jomala. Till högstadieskolan kommer det elever från många olika kommuner.  Byn har fått sitt namn från den kyrkby som funnits kring prästgården och sockenkyrka alltsedan kyrkan byggdes på 1200-talet. Här har också bostäder funnits för mycket länge sedan och man har hittat många forntidsgravar som antyder detta. Här i Jomala Kyrkby ligger även kommunhuset.